# Trois jours chez ma tante
Trois Jours chez ma tante est un roman d'Yves Ravey paru en 2013 aux Éditions de Minuit.

## Résumé
Voici 20 ans que Marcello Martini a quitté précipitamment la France. Il vit désormais au Liberia, où il a ouvert une école pour enfants pauvres. Il est soutenu financièrement par une tante fortunée, Vicky, mais cette dernière lui annonce brusquement qu'elle met fin à ses virements. Il se rend donc à Lyon, où sa tante loge dans une résidence huppée pour personnes âgées, afin de rétablir la situation.
Vicky est à la tête d'une fondation prestigieuse. Bien qu'âgée et affaiblie, elle reste impliquée dans de nombreuses activités, et demeure entourée de gens à son service. Le retour de son neveu est à la fois une joie (c'est sa seule famille désormais) et une contrariété : en plus de confirmer qu'elle n'enverra plus d'argent à Marcello, elle lui annonce l'avoir déshérité. La raison est que, 20 ans auparavant, le directeur financier de Vicky a détourné de l'argent aux dépens de la fondation pour être finalement arrêté sur dénonciation anonyme. Vicky soupçonne Marcello, qui était à l'époque son secrétaire particulier, d'être le dénonciateur et d'avoir donc été impliqué dans cette affaire.
Marcello passe ainsi 3 jours auprès de sa tante, pour regagner sa confiance. Dans ce contexte resurgissent des personnes impliquées dans son brusque départ de France. Marcello révèle qu'il est bien le dénonciateur anonyme, ayant découvert que le directeur financier était l'amant de sa femme. Il devient clair pour lui que l'héritage lui a échappé et il tente d'obtenir de Vicky un dernier gros chèque avant de repartir pour le Liberia. Cette dernière meurt finalement avant d'avoir pu l'inscrire comme bénéficiaire.

## Personnages
- Marcello Martini : personnage principal et locuteur. Il dirige une école pour enfants pauvres qui s'avère être une usine dissimulée.
- Vicky Novak : la sœur de sa défunte mère. Elle a fait travailler Marcello à ses côtés comme secrétaire particulier et entretient avec lui des rapports de complicité et d'humiliation.
- Lydia : son ex-femme, qui est restée très proche de Vicky et s'occupe de certaines de ses affaires.
- Rébecca : fille de Lydia et Marcello, que ce dernier n'a jamais reconnue.
- Paméla : l'auxiliaire de vie de Vicky.
- Walter : ancien ami de Marcello, ancien directeur financier de Vicky et ancien amant de Lydia. Il a purgé 5 ans de prison après avoir été dénoncé pour sa fraude. Il soupçonne Marcello d'en être le responsable.
- Honorable : le surveillant d'internat, employé par Marcello.
- La directrice de la résidence.
- Gaëtan Lièvremont, sénateur et secrétaire d'État, avocat et intime de Vicky.

## Analyse
Le roman est raconté à la première personne. Il ressemble à une confession qui échoue. L'ambiance est lentement formée par « petits détails anodins », ce qui crée un effet de suspense.
D’après Isabelle Rüf, le roman tient à la fois du polar et du mélodrame.
Pour Alexandra Borod, le roman possède « les caractéristiques d’un antiroman dont le protagoniste ne semble être que l’antihéros de son propre récit inachevé. ».

## Style
Le style de Ravey dans ce roman est très sobre, épuré et pointilliste.
Ravey a un « un étonnant usage du discours direct et de l’interrogation indirecte ».

## Accueil
Le roman est inscrit sur la liste de la première sélection du prix Goncourt 2017.

## Éditions
- Yves Ravey, Trois jours chez ma tante, Minuit, 2017 (ISBN 9782707343598)
- Yves Ravey, Trois jours chez ma tante, Minuit, coll. « Double », 2019 (ISBN 9782707345486)